# Harold Courlander
Harold Courlander (* 18. September 1908 in Indianapolis; † 15. März 1996 in Bethesda, Maryland) war ein US-amerikanischer Romancier und Anthropologe. Er forschte über die Kulturen Afrikas, der Karibik, der Afroamerikaner sowie der amerikanischen Ureinwohner.

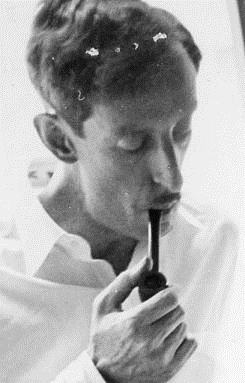
Courlander

## Leben
Sein Vater David Courlander (1866–1961) war ein nach einem langen Leben als Schaufensterdekorateur und Schneider mit 85 Jahren ähnlich wie Grandma Moses spätberufener Naive-Kunst-Maler, der ab 1958 im Smithsonian American Art Museum ausstellte. Der jüdische Vater Aaron Jacob Courlander stammte aus Mitau, der früheren Hauptstadt von Kurland, heute Lettland.
Harold Courlander studierte Englisch an der University of Michigan (B.A. 1931) und gewann als Student drei Avery-Hopwood-Preise für ein Drama und zwei literaturwissenschaftliche Arbeiten. Mit den Preisgeldern reiste er, inspiriert durch die Lektüre William Buehler Seabrooks, nach Haiti und veröffentlichte 1939 ein Buch über haitianische Gesänge.
Im Zweiten Weltkrieg diente Courlander als Historiker in Eritrea. Bis 1946 schrieb er für das United States Office of War Information. Anschließend arbeitete er als Nachrichtenredakteur für Voice of America. 1956/1957 war er Redenschreiber in der Diplomatischen Vertretung der Vereinigten Staaten bei den Vereinten Nationen.
1967 veröffentlichte er den Roman The African über einen jungen Afrikaner namens Hwesuhunu, der von Sklavenhändler gefangen und für 100 US-Dollar an eine Plantage in Georgia verkauft wurde. Nachdem Alex Haley in den 1970ern mit dem ähnlich aufgebauten Roman Wurzeln ("Roots") ein Welterfolg gelungen war, zahlte er in einem außergerichtlichen Vergleich eine Summe von 650.000 Dollar an Courlander.
Er war zwei Mal verheiratet und hatte drei Kinder.